# Ernst Rietschel

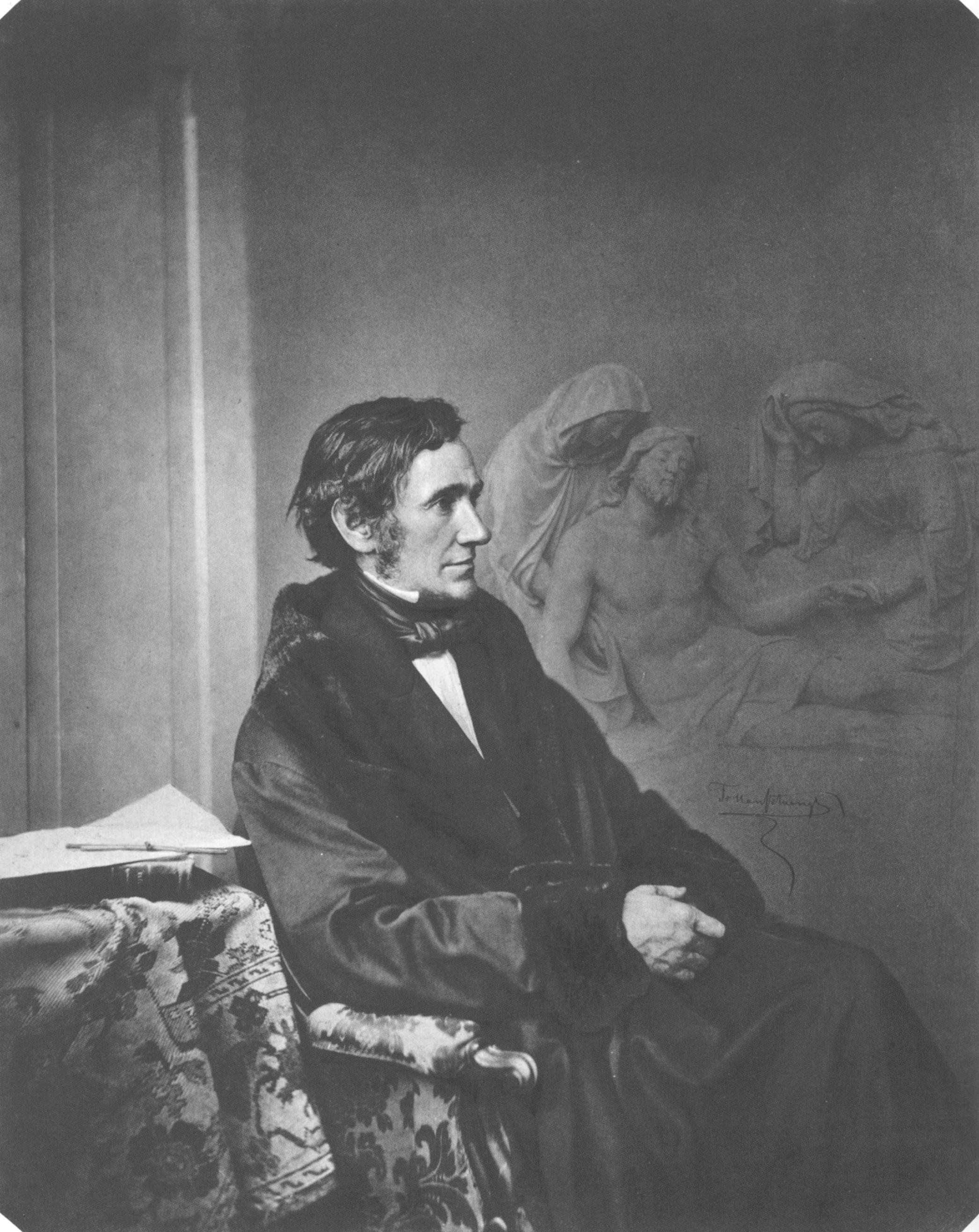
Ernst Rietschel, Fotografie von Franz Hanfstaengl, um 1850

Ernst Friedrich August Rietschel (* 15. Dezember 1804 in Pulsnitz, Kurfürstentum Sachsen; † 21. Februar 1861 in Dresden, Königreich Sachsen) war ein deutscher Bildhauer des Spätklassizismus. Er arbeitete vor allem in Dresden und war Akademieprofessor. Die von ihm geschaffenen Skulpturen wie das Goethe-Schiller-Denkmal in Weimar oder das Lessing-Denkmal in Braunschweig haben das Bild Deutschlands als Land der Dichter und Denker entscheidend mitgeprägt.

## Leben und Wirken

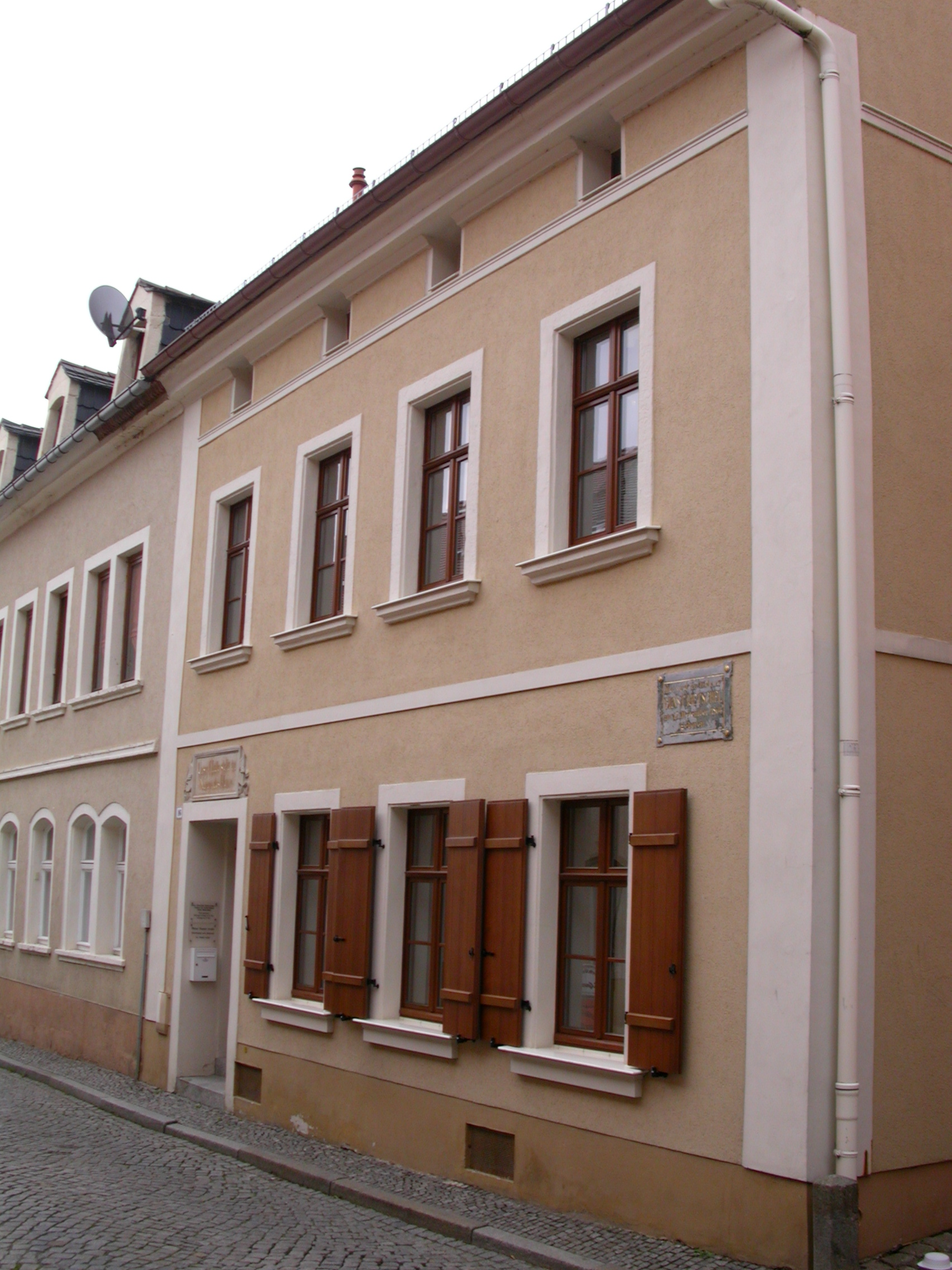
Geburtshaus in Pulsnitz

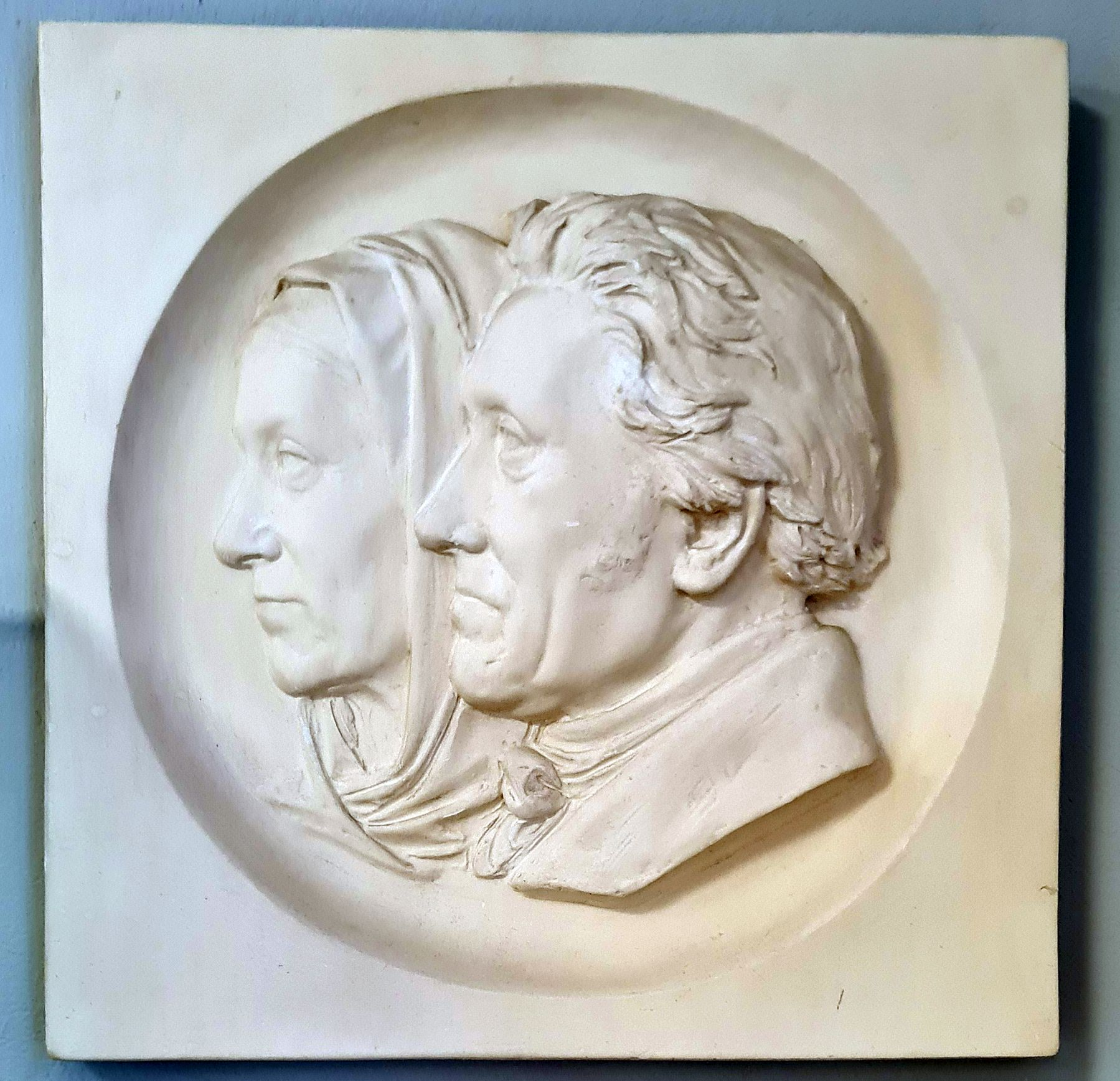
Rietschels Eltern Friedrich Ehregott und Caroline Salome Rietschel

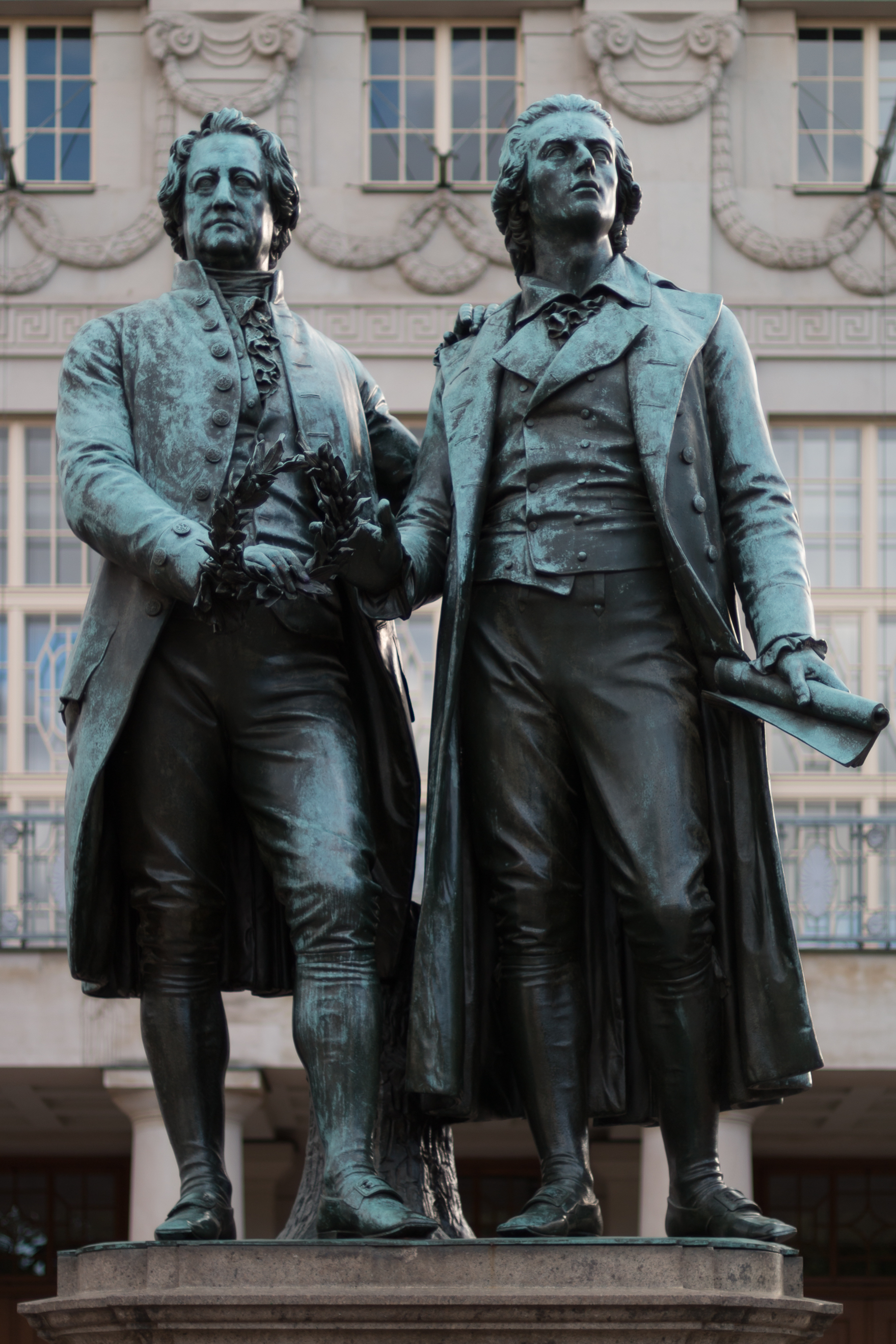
Goethe-Schiller-Denkmal in Weimar

Ernst Rietschel wurde als drittes Kind des Beutlers Friedrich Ehregott Rietschel und dessen Frau Caroline in Pulsnitz (Sachsen) geboren. Nach erstem Zeichenunterricht und abgebrochener Kaufmannslehre in seiner Heimatstadt begann er 1820 ein Studium an der Königlichen Sächsischen Kunstakademie zu Dresden. In den darauf folgenden Jahren errang er erste kleinere Erfolge und Auszeichnungen mit Zeichnungen; man wurde auf den jungen Künstler, der ab 1823 im Atelier bei Franz Pettrich lernte, aufmerksam. Dort entstand im Auftrag der Gräflich Einsiedelschen Eisenwerke Lauchhammer seine erste eigenständige Arbeit, eine Figur des Meeresgottes Neptun für den Marktbrunnen in Nordhausen.
Der Graf von Einsiedel vermittelte Rietschel 1826 die Übersiedlung nach Berlin ins Atelier von Christian Daniel Rauch. Bereits 1827 erhielt er ein Romstipendium, das er aber zunächst aufschob, um an verschiedenen Denkmalprojekten in Rauchs Atelier mitzuarbeiten. Im Jahr 1828 nahm er als Vertreter seiner Werkstatt an der Grundsteinlegung des Dürer-Standbildes in Nürnberg teil. Auf seiner Rückreise besuchte er den alternden Goethe in Weimar. Ein zweiter Besuch gemeinsam mit Rauch folgte 1829. Im August 1830 trat Rietschel seine Italienreise an. Dort erreichte ihn ein Jahr darauf der Auftrag für ein Denkmal des verstorbenen sächsischen Königs Friedrich August in Dresden.
Im Jahr 1832 – noch nicht einmal 28-jährig – erhielt er die Professur für Bildhauerei an der Dresdner Kunstakademie. Im Jahr 1833 bezog er sein Atelier im Brühlschen Gartenpavillon. In Zusammenarbeit mit vielen bedeutenden Architekten, unter anderen Gottfried Semper, war er für den bauplastischen Schmuck vieler Gebäude verantwortlich, vor allem in Dresden. Anfang 1836 wurde er zum ordentlichen Mitglied der Berliner Akademie der Künste ernannt, nur Wochen später zum Ehrenmitglied der Kunstakademie in Wien. In den folgenden Jahren erhielt er viele bedeutende Aufträge, an denen er zum Teil jahrelang arbeitete. Durch die Gestaltung von Werken wie dem Lessing-Denkmal in Braunschweig (1854) (und vielen weiteren) wurde Rietschel über die Grenzen des deutschen Bundes hinaus als bedeutendster Denkmal-Künstler seiner Zeit bekannt. Als Medailleur entwarf er unter anderem eine Porträt-Medaille für Carl Gustav Carus.
In den Wintermonaten 1851/52 reiste Rietschel, gemeinsam mit seinem Schwager Andreas Oppermann, nach Italien und Sizilien, um sein Lungenleiden zu kurieren. 1855 beteiligte er sich an der Pariser Kunstausstellung mit einer Lessing-Statue. Im gleichen Jahr wurde er mit der Großen Ehrenmedaille ausgezeichnet und zum Ritter der Französischen Ehrenlegion ernannt. Im Jahr 1856 ernannte ihn die Stockholmer Akademie zum Ehrenmitglied. 1857 besuchte er noch einmal seinen Meister Christian Daniel Rauch in Berlin. Im gleichen Jahr, am 4. September, wurde sein Goethe- und Schiller-Denkmal in Weimar enthüllt. Im Jahr 1858/1859 erhielt Rietschel den Auftrag für das Reformations-Denkmal in Worms. Eine seiner bedeutendsten Schöpfungen ist das Lutherdenkmal ebendort. Er wurde Ehrenmitglied in weiteren Akademien und Instituten (Paris, Brüssel, Kopenhagen, Rom, Antwerpen). Außerdem wurde er am 31. Mai 1858 in den preußischen Orden Pour le Merite für Wissenschaft und Künste aufgenommen.
Seinem langjährigen Lungenleiden erlag er schließlich am 21. Februar 1861. Drei Tage später wurde er auf dem Trinitatisfriedhof in Dresden beigesetzt. Ein Großteil des umfangreichen Nachlasses Rietschels wurde zwischen 1869 und 1889 im Palais im Großen Garten im damaligen Rietschel-Museum präsentiert. Seit 1889 befindet er sich im Besitz der Dresdner Skulpturensammlung im Albertinum an der Brühlschen Terrasse und wird dort zum Teil auch ausgestellt. Teile des persönlichen Nachlasses befinden sich bei den Nachkommen (Zeichnungen, Skizzen, Tagebücher und Briefe im Rietschel-Archiv, Remscheid).

## Ehen und Nachkommen

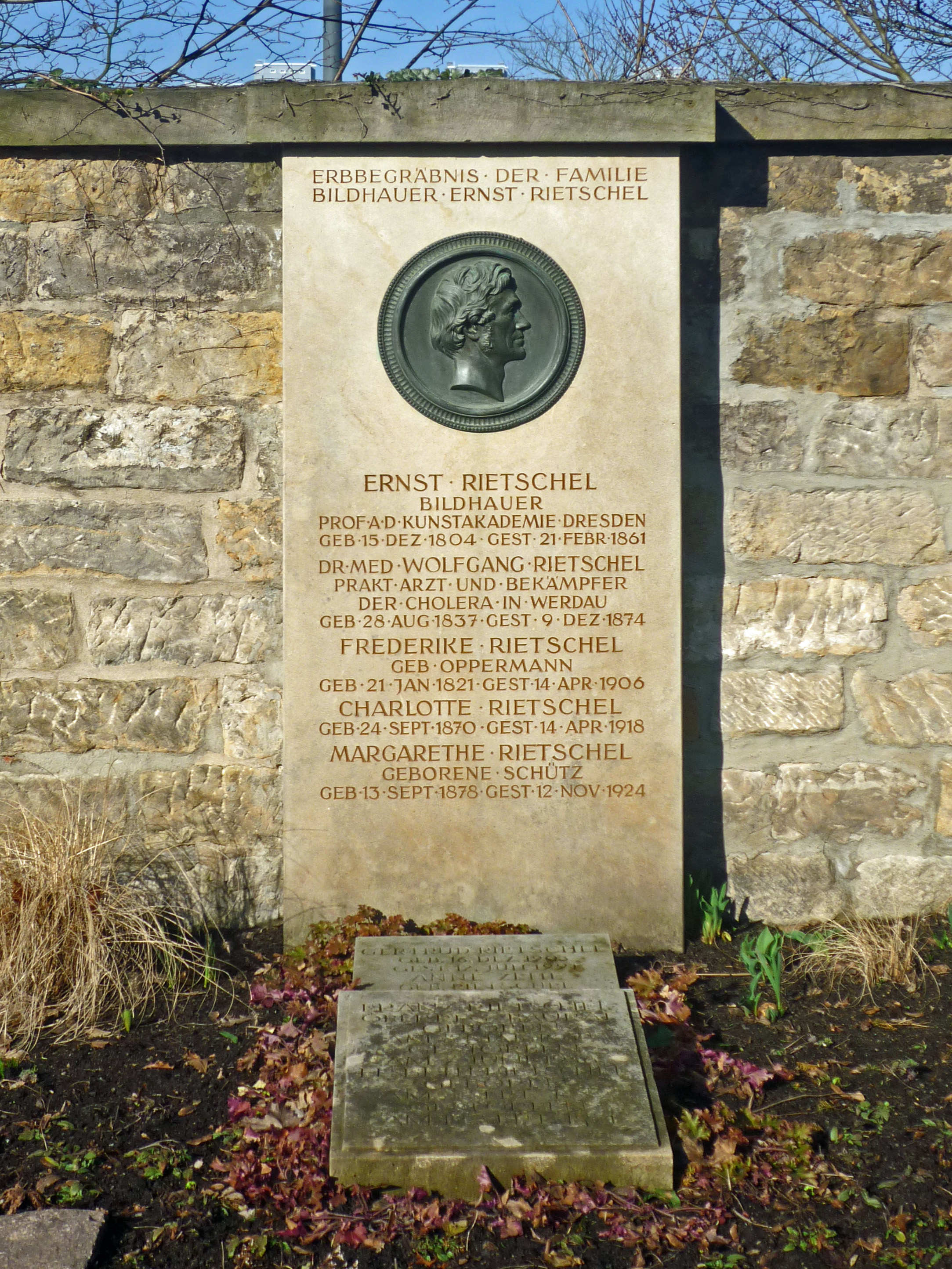
Grabmal in Dresden

1832 heiratete er Albertine Trautscholdt (1811–1835), Tochter des Hüttenmeisters und mit ihm zusammenarbeitenden Eisengießers Johann Friedrich Trautschold, mit der er seit einem Jahr verlobt war. Ein Jahr später wurde seine erste Tochter Adelheid (1833–1907) geboren. Nur drei Wochen alt wurde seine zweite Tochter Johanna: Sie starb schon im April 1835; im Juli desselben Jahres starb seine Frau Albertine. Dennoch blieb sein schöpferisches Schaffen ungebremst. Im November 1836 heiratete er seine zweite Frau Charlotte Carus (1810–1838), eine Tochter des Arztes Carl Gustav Carus, die am 28. August 1837 Sohn Wolfgang gebar. Bereits im Mai 1838 musste er einen weiteren Schicksalsschlag hinnehmen: Auch seine zweite Frau starb. Wie auch nach dem Tod seiner ersten Frau modellierte er ihre Bildnisbüste.
Am 2. Mai 1841 heiratete er seine dritte Frau Marie Hand (* 26. Mai 1819; † 18. Juli 1847), sechstes Kind des Jenaer Professors Ferdinand Gotthelf Hand. Am 10. Mai des darauf folgenden Jahres wurde sein zweiter Sohn Christian Georg geboren, dem 1845 die Tochter Margarethe Charlotte folgte. Margarethe sollte kein Jahr alt werden. Im Jahr 1847 wurde der Sohn Hermann Immanuel geboren. Maria Hand starb nach sechsjähriger Ehe wenige Monate nach der Geburt ihres Sohnes Hermann am 18. Juli 1847. Am 30. April 1851 heiratete Ernst Rietschel ein viertes und letztes Mal. Frederike Oppermann (1820–1906) brachte am 4. Juli 1853 eine Tochter zur Welt, die Gertrud Charlotte Marie genannt wurde. Gertrud Rietschel heiratete 1876 den Komponisten, Musikpädagogen und Naturschützer Ernst Rudorff.
Sein Enkel, der Mediziner Hans Rietschel veröffentlichte Ernst Rietschels Memoiren. Die Erinnerungen aus meinem Leben gab Ernst Rietschels Urenkel, der Schriftsteller und Grafiker Christian Rietschel, im Jahr 1963 neu heraus. Die Nachkommen Ernst Rietschels sind heute sehr zahlreich. Vor allem die zwei Söhne aus der dritten Ehe Ernst Rietschels mit Maria Hand, Georg Rietschel und Hermann Rietschel, zeugten zahlreiche Nachkommen. Dazu zählen u. a. Christian Rietschel, Hans Rietschel, Wigand von Salmuth, Jörg Hilbert, Horst und Christopher Buchholz sowie Susanne Falk. Heute treffen sich die Nachfahren Ernst Rietschels in unregelmäßigen Abständen zur Jährung von Geburts- und Sterbetagen des Künstlers und erinnern so an das Leben und Werk des Urahnen.

## Werke (Auswahl)

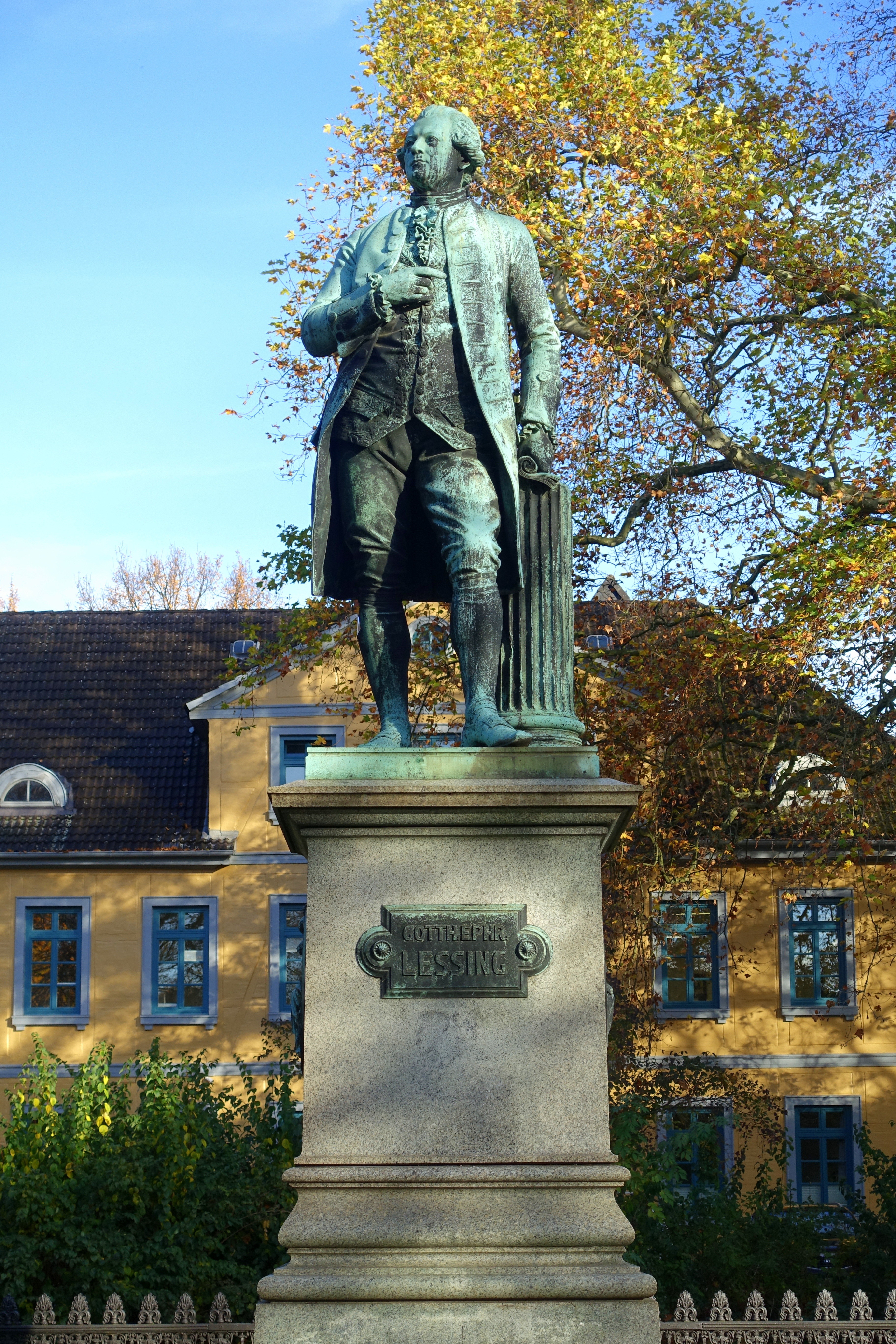
Lessingdenkmal in Braunschweig

- Neptun-Figur für eine Brunnenanlage in Nordhausen am Kornmarkt (1828), heutiger Standort im Stadtpark „Promenade“ (ein Nachguss von 1838 steht vor der Remise des Schlosses Klein-Glienicke, Berlin)
- König-Friedrich-August-Denkmal in Dresden (1828–1835; seit 2008 auf dem Schlossplatz)
- Büsten und Reliefs für die Aula des Augusteums in Leipzig (1833–1836)
- Giebelreliefs für das Königliche Hoftheater Dresden (um 1841; 1869 durch Brand zerstört; aus der Ruine geretteter Rietschelgiebel 1905 als Spolie in Bautzen wiederverwendet)
- Giebelrelief am Opernhaus Unter den Linden in Berlin (1844)
- Pietà in Marmor für die Friedenskirche in Potsdam (1847–1854)
- Denkmal von Albrecht Daniel Thaer in Leipzig (1850)
- Lessing-Denkmal in Braunschweig (1849/1853) (Ausführung durch Georg Howaldt in Braunschweig)
- Gellert-Denkmal in Hainichen (Modell 1855; Ausführung erst 1865 durch Friedrich Wilhelm Schwenk)[9]
- Goethe- und Schiller-Denkmal in Weimar (1856)
- Quadriga mit Brunonia für das Braunschweiger Schloss (1857) (Ausführung durch Georg Howaldt in Braunschweig)
- Carl-Maria-von-Weber-Denkmal in Dresden (1858)
- Lutherdenkmal in Worms (1858 Auftragsvergabe, ab 1861 nach Rietschels Konzept unter Beteiligung seiner Schüler Adolf von Donndorf, Johannes Schilling und Gustav Adolph Kietz weitergeführt und 1868 eingeweiht)

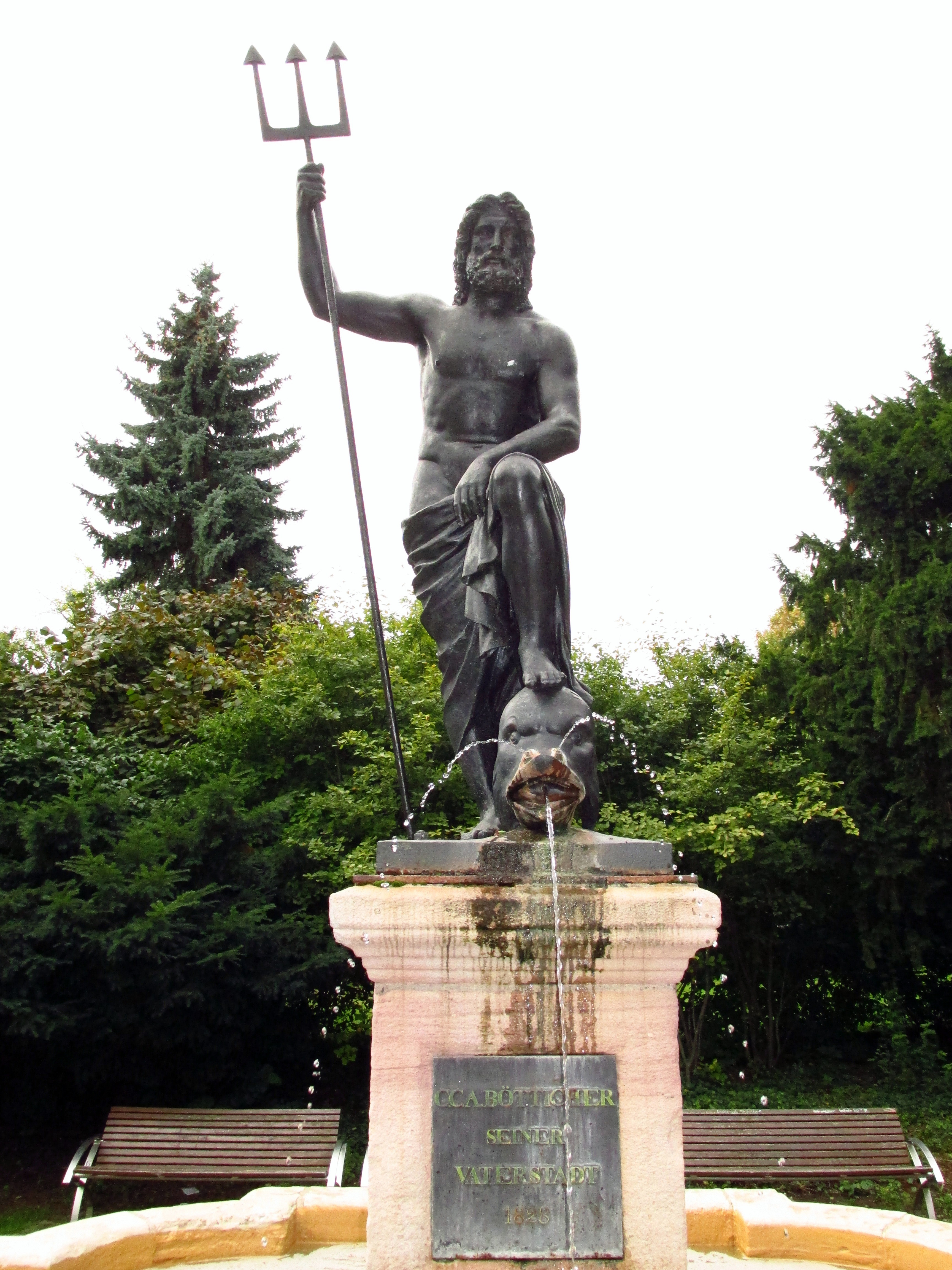
Neptunbrunnen Nordhausen
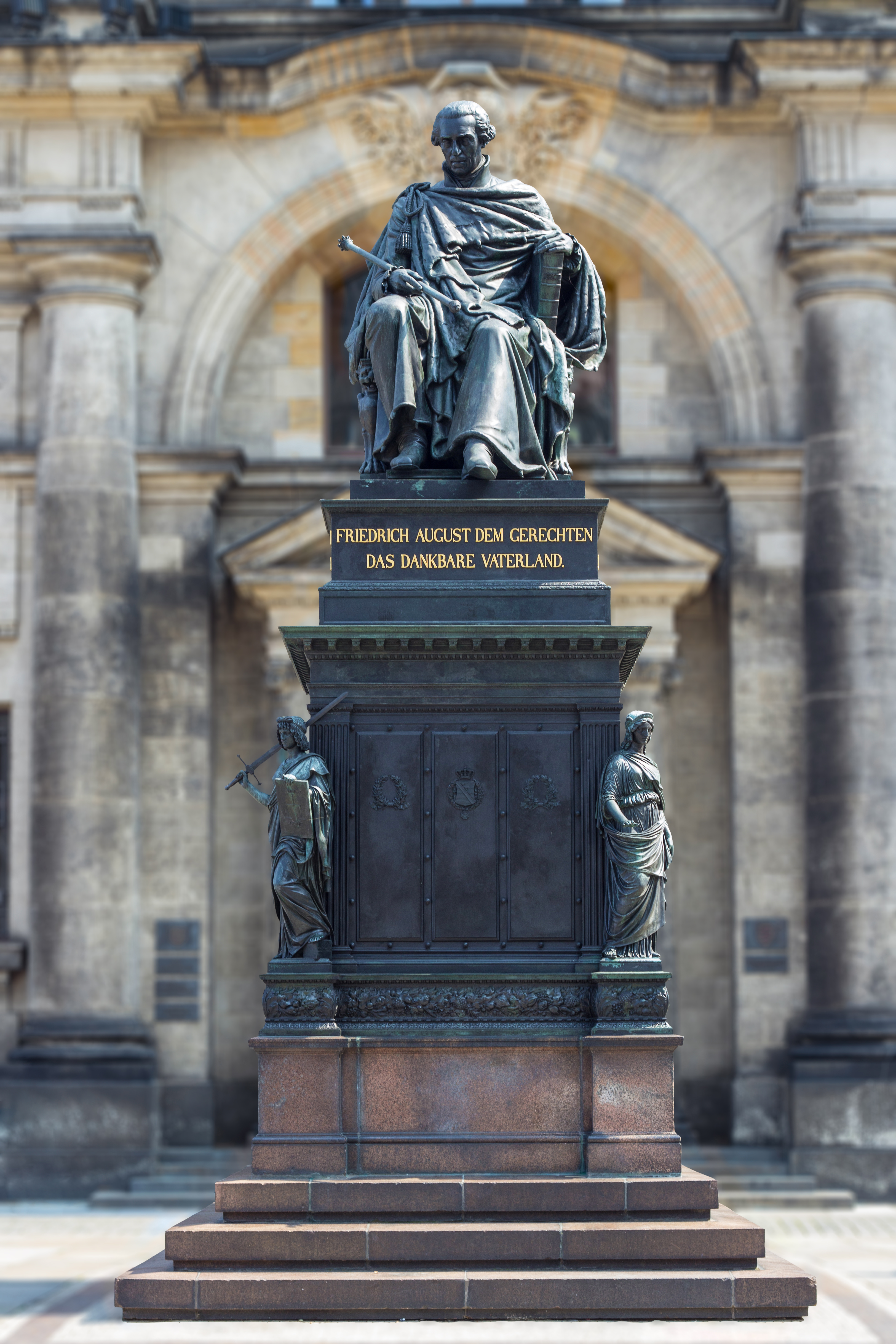
Friedrich-August-Denkmal Dresden
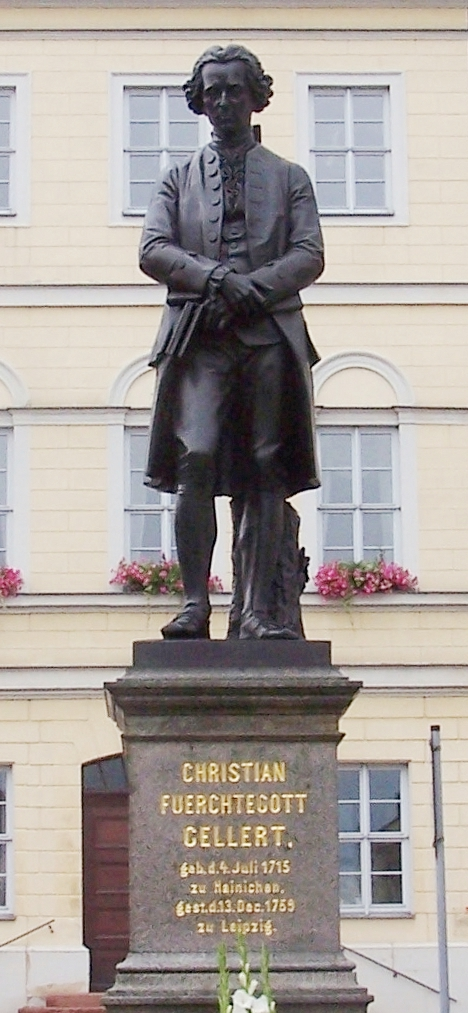
Gellertdenkmal Hainichen
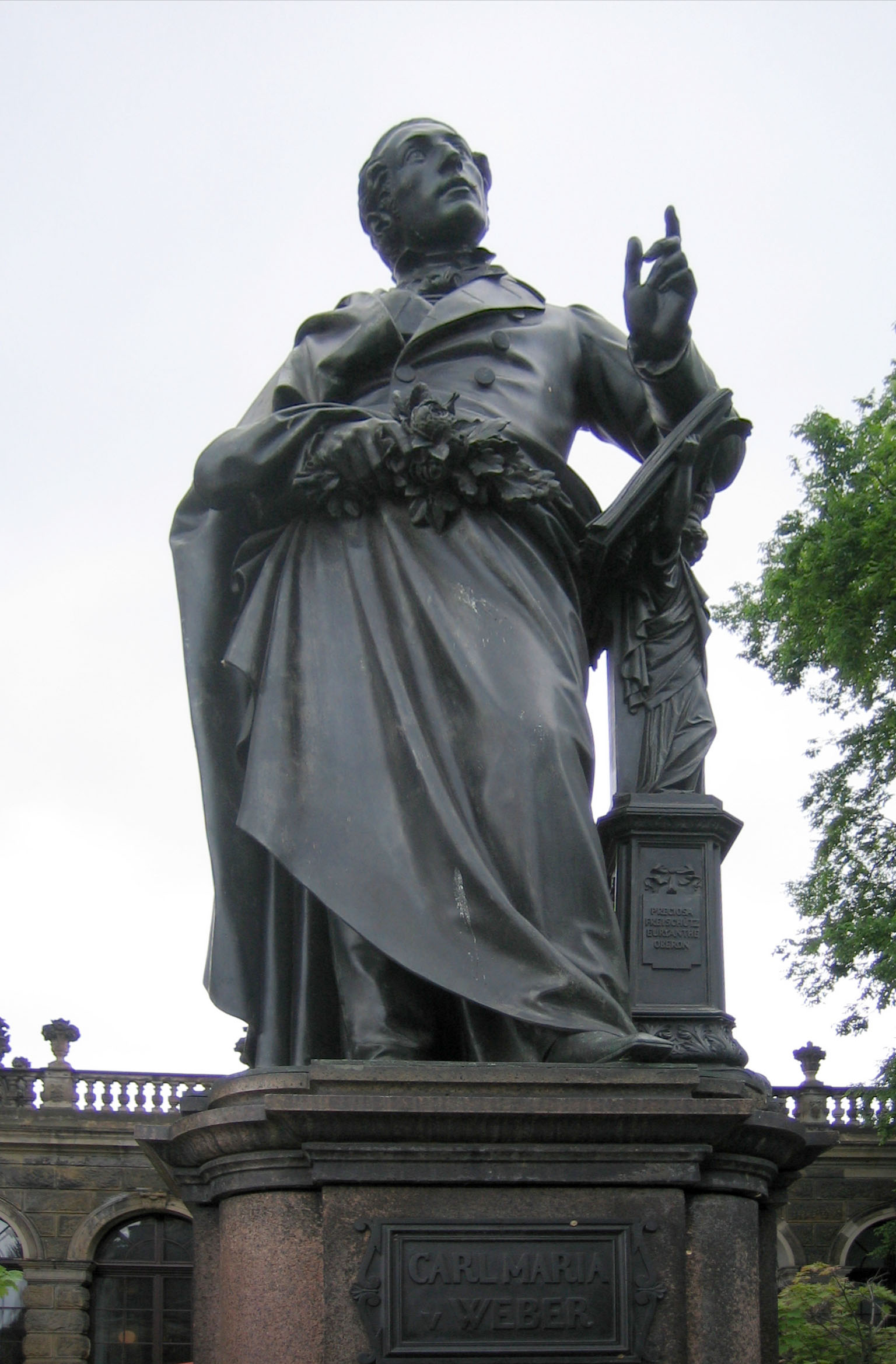
Weberdenkmal Dresden
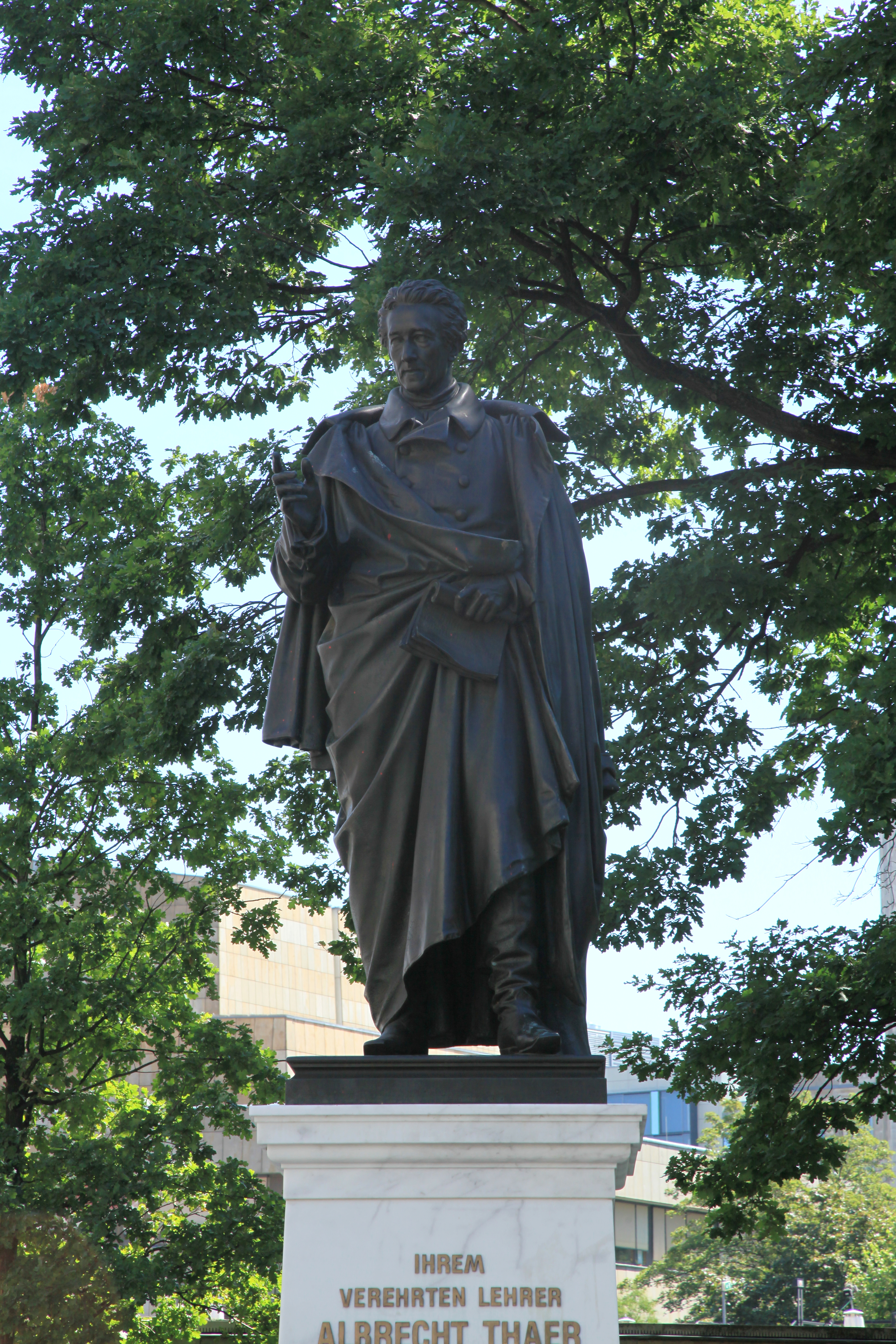
Thaerdenkmal Leipzig
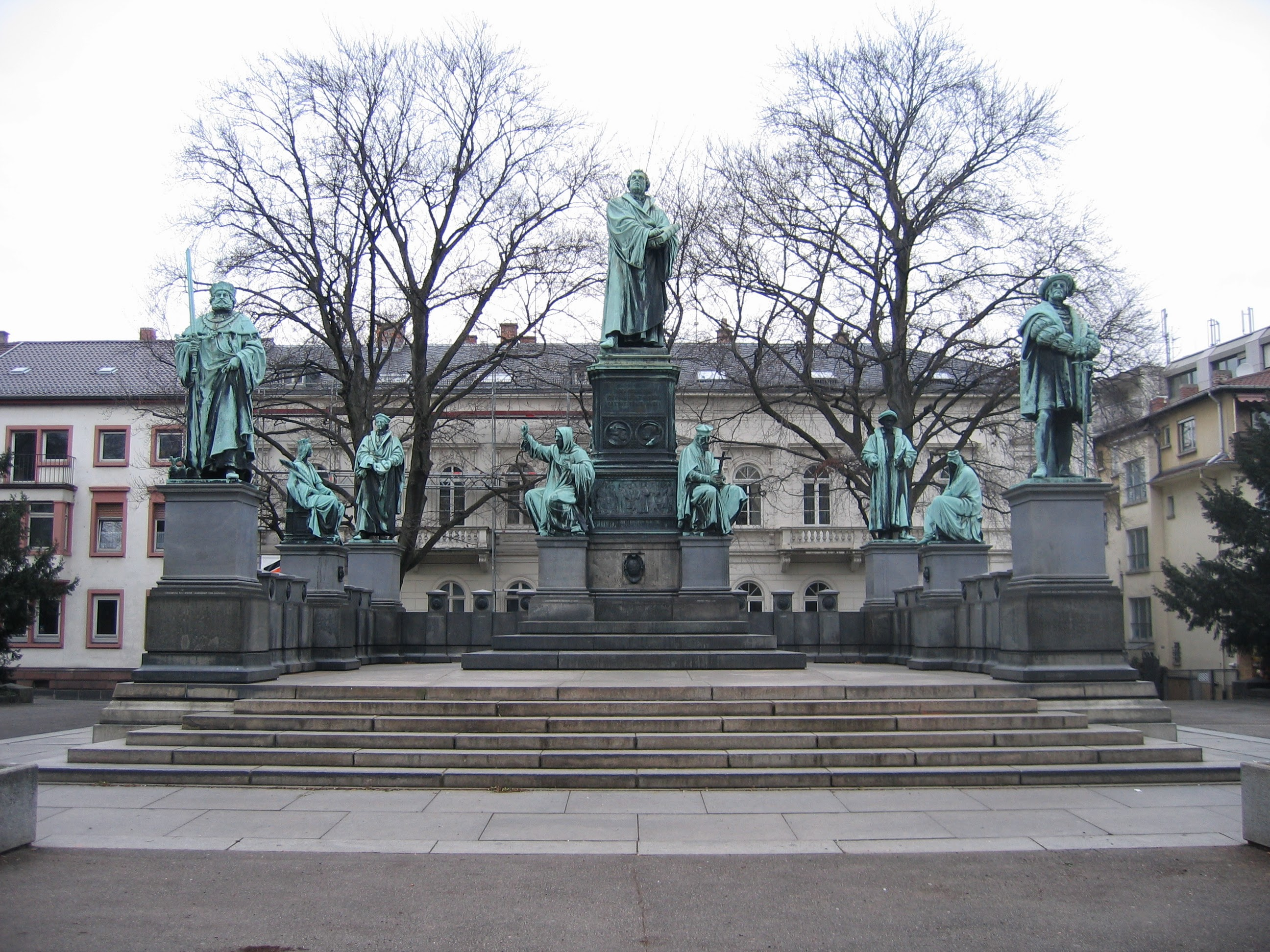
Lutherdenkmal Worms

## Ehrungen

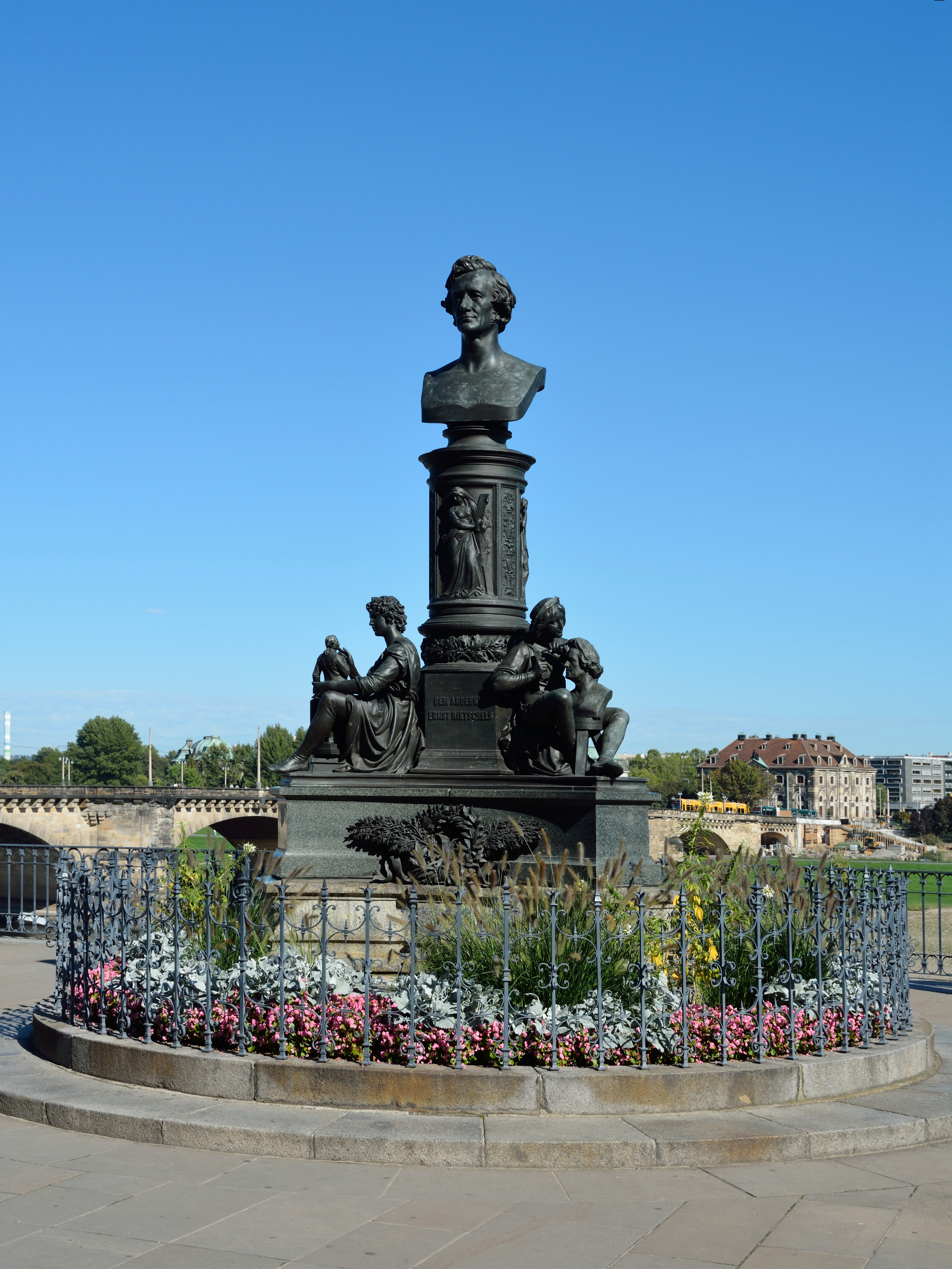
Rietscheldenkmal in Dresden

- Denkmal in Dresden (vor der Sekundogenitur auf der Brühlschen Terrasse) von Johannes Schilling.
- Denkmal auf dem Pulsnitzer Marktplatz, entworfen und umgesetzt von seinem Schüler Gustav Kietz.
- 1853: Ehrenbürgerwürde der Stadt Braunschweig.
- 1855: Große Ehrenmedaille.
- 1855: Ritter der Französischen Ehrenlegion.
- 1856: Ehrenmitglied der Stockholmer Akademie.
- 1858: Aufnahme in den preußischen Orden Pour le Mérite für Wissenschaft und Künste.
- 1858: Auswärtiges Mitglied der Académie des Beaux-Arts.
- Ehrenmitglied in weiteren Akademien und Instituten (Brüssel, Kopenhagen, Rom, Antwerpen)
- Nach Ernst Rietschel wurde der 1991 entdeckte Asteroid (20016) Rietschel benannt.
- Die Pfefferküchlerei E. C. Groschky aus Pulsnitz, deren Gründung auf einen Schwager Ernst Rietschels zurückgeht, bäckt und vertreibt eine nach Ernst Rietschel benannte Pfefferkuchenspezialität, den so genannten Rietschelkuchen. Der Sitz der Pfefferküchlerei befindet sich in der Rietschelstraße 15 in Pulsnitz, deren Gründungsgebäude, das Rietschelhaus (das Geburtshaus Ernst Rietschels), sich gegenüber befindet.

## Ernst-Rietschel-Kunstpreis
Der Ernst-Rietschel-Kunstpreis wird vom Ernst-Rietschel-Kulturring seit 1991 vergeben. Der Preis wird alle zwei bis drei Jahre an herausragende Bildhauer vergeben. 
Bisherige Preisträger waren:
- 1991: Siegfried Schreiber
- 1993: Wolfgang Kuhle
- 1994: Werner Stötzer
- 1996: Sabina Grzimek
- 1998: Wolfgang Friedrich
- 2000: Klaus Kütemeier
- 2003: Christian Höpfner
- 2006: Emil Cimiotti
- 2010: Axel Anklam
- 2013: Johannes Wald
- 2017: Nevin Aladağ
- 2022: Rindon Johnson
- 2024: Iman Issa